# 미겔 베르나르도 비안케티
미겔 베르나르도 비안케티(스페인어: Miguel Bernardo Bianquetti, 1951년 12월 19일, 세우타 ~)는 미겔리(스페인어: Migueli)로 알려진 스페인의 전 축구 선수로, 현역 시절 중앙 수비수로 활약하였다.
매우 강한 신체적 힘의 소유자인 그는 타잔이라는 수식어가 붙기도 했는데, 미겔리는 바르셀로나에서 현역 시절을 대부분 보내며, 20년 가까이 프로 생활을 이어나갔다.
미겔리는 1978년 FIFA 월드컵과 UEFA 유로 1980에 출전한 적이 있다.

## 클럽 경력
미겔리는 세우타 출신이다. 1970년과 1973년 사이 카디스 소속으로 세군다 디비시온에서 활약한 그는 라 리가의 거함 바르셀로나로 이적하여 1년차 첫 경기 이후 붙박이 주전으로 도약하여 391번의 리그 경기에 출장하였다. (모든 대회를 통틀어 549경기를 출전함에 따라 그는 2011년 1월 5일에 아틀레틱 빌바오와의 코파 델 레이에 출전하여 사비가 최다 출장 기록을 경신하기 전까지 바르셀로나의 구단 최다 출장 기록을 세웠었다.) 카디스에서 군복무를 하는 와중에, 그는 바르셀로나 신고식을 치렀는데, 병영에 복귀할 때 본참을 떠나면서 받은 특별 허가증 2개를 반납해야 했지만, 이행하지 않음에 따라 영창에서 1달을 보내기도 했다.
뒤셀도르프와의 1978-79년 UEFA 컵위너스컵 결승전에서, 미겔리는 연장전까지 이어진 경기의 결승전에 빗장뼈가 부러지고도 계속 출전했고, 4-3 승리에 일조하였다. 1986-87 시즌, 30대 중반에 접어든 미겔리는 41경기에 출전하였는데, 이 중 38경기에 출전하여 건재함을 과시하였고, 이듬해 코파 델 레이 우승을 추가하고 은퇴하였다.
이후, 미겔리는 주안 가스페르트 회장의 임기에 카탈루냐 연고 구단의 감독진으로 활동했었다. 2010년 9월 17일, 산드로 로셀이 신임 회장으로 취임하면서, 조세프 마리아 푸스테와 카를레스 렉사치와 함께 기술 고문으로 임명되었다.

## 국가대표팀 경력
미겔리는 스페인 국가대표팀 경기에 32번 출전하였는데, 첫 출전한 경기는 1974년 11월 20일, 2-1로 이긴 스코틀랜드와의 UEFA 유로 1976 예선전 경기였다. 그는 스페인을 대표로 1978년 FIFA 월드컵과 UEFA 유로 1980에 참가했는데, 두 대회 도합 4경기에 출전하였다.

## 경력 통계

### 클럽
| 클럽       | 시즌      | 리그 | 리그 | 컵   | 컵 | 유럽 | 유럽 | 기타 | 기타 | 합계 | 합계 |
| 클럽       | 시즌      | 출장 | 골   | 출장 | 골 | 출장 | 골   | 출장 | 골   | 출장 | 골   |
| ---------- | --------- | ---- | ---- | ---- | -- | ---- | ---- | ---- | ---- | ---- | ---- |
| 카디스     | 1971–72   | 30   | 0    | 2    | 1  | -    | -    | -    | -    | 32   | 1    |
| 카디스     | 1972–73   | 37   | 4    | 3    | 0  | -    | -    | -    | -    | 40   | 4    |
| 카디스     | 합계      | 67   | 4    | 5    | 1  | -    | -    | -    | -    | 72   | 5    |
| 바르셀로나 | 1973–74   | 1    | 0    | 0    | 0  | 0    | 0    | -    | -    | 1    | 0    |
| 바르셀로나 | 1974–75   | 29   | 2    | 4    | 0  | 6    | 0    | -    | -    | 39   | 2    |
| 바르셀로나 | 1975–76   | 34   | 5    | 5    | 0  | 9    | 1    | -    | -    | 48   | 6    |
| 바르셀로나 | 1976–77   | 25   | 1    | 1    | 0  | 7    | 0    | -    | -    | 33   | 1    |
| 바르셀로나 | 1977–78   | 33   | 2    | 6    | 1  | 10   | 1    | -    | -    | 49   | 4    |
| 바르셀로나 | 1978–79   | 28   | 0    | 2    | 0  | 9    | 1    | -    | -    | 39   | 1    |
| 바르셀로나 | 1979–80   | 31   | 2    | 2    | 1  | 7    | 0    | -    | -    | 40   | 3    |
| 바르셀로나 | 1980–81   | 20   | 3    | 6    | 1  | 2    | 0    | -    | -    | 28   | 4    |
| 바르셀로나 | 1981–82   | 3    | 0    | 1    | 0  | 2    | 0    | -    | -    | 6    | 0    |
| 바르셀로나 | 1982–83   | 31   | 1    | 6    | 0  | 6    | 0    | 6    | 0    | 49   | 1    |
| 바르셀로나 | 1983–84   | 30   | 0    | 7    | 0  | 3    | 1    | 2    | 0    | 42   | 1    |
| 바르셀로나 | 1984–85   | 32   | 4    | 8    | 0  | 1    | 0    | 4    | 0    | 44   | 4    |
| 바르셀로나 | 1985–86   | 29   | 0    | 5    | 0  | 9    | 0    | 1    | 0    | 44   | 0    |
| 바르셀로나 | 1986–87   | 41   | 0    | 0    | 0  | 8    | 0    | -    | -    | 49   | 0    |
| 바르셀로나 | 1987–88   | 24   | 0    | 7    | 0  | 6    | 0    | -    | -    | 37   | 0    |
| 바르셀로나 | 합계      | 391  | 20   | 60   | 3  | 85   | 4    | 13   | 0    | 549  | 27   |
| 경력 합계  | 경력 합계 | 458  | 24   | 64   | 4  | 85   | 4    | 13   | 0    | 620  | 32   |

### 국가대표팀 득점 기록
| #  | 날짜            | 경기장                | 상대           | 점수 | 결과 | 대회     |
| -- | --------------- | --------------------- | -------------- | ---- | ---- | -------- |
| 1. | 1980년 4월 16일 | 스페인 히혼 엘 몰리논 | 체코슬로바키아 | 1–1  | 2–2  | 친선경기 |

## 수상

### 클럽
바르셀로나
- 라 리가: 1973–74, 1984–85
- 코파 델 레이: 1977–78, 1980–81, 1982–83, 1987–88
- 수페르코파 데 에스파냐: 1983
- 코파 데 라 리가: 1983, 1986
- 유러피언 컵위너스컵: 1978–79, 1981–82

### 개인
- 돈 발론 올해의 국내 선수: 1977–78, 1984–85

## 참조
1. ↑  수페르코파 데 에스파냐, 코파 데 라 리가와 같은 기타 대회의 출장 기록을 포함한다.